# Claude Charron
Pour les articles homonymes, voir Charron.
 (juillet 2023).
Claude Charron, né le 22 octobre 1946 à l'Île Bizard, est un homme politique et un animateur de télévision québécois.

## Biographie
Il est le fils de Lucien Charron, chauffeur d'autobus et de Béatrice Théoret. Il est le neveu du député unioniste et ancien maire de Gatineau, Roland Théorêt.
Il obtient une maîtrise en science politique à l'Université de Montréal après avoir étudié au Collège Saint-Laurent. Étudiant brillant, il devient vice-président de l'Union générale des étudiants du Québec (UGEQ) en 1968-1969. Il enseigne ensuite au Collège Édouard-Montpetit lors des premières années du cégep, en 1969-1970. À cette époque, il militait contre la guerre du Viêt Nam et se disait de gauche, ayant un grand intérêt pour le syndicalisme.

### Carrière politique
Membre fondateur du Mouvement Souveraineté-Association en 1967, Claude Charron se porte candidat dans l'ancienne circonscription de Saint-Jacques aux élections générales de 1970. À l'âge de vingt-trois ans, il est le plus jeune candidat de l'équipe menée par René Lévesque. Élu contre toute attente, l'un des sept premiers députés du Parti québécois, il est alors le plus jeune élu de l'histoire de l'Assemblée nationale du Québec.
Pendant six ans, il prend part aux différents débats sociaux importants, entre autres celui du comité parlementaire spécial sur la hausse faramineuse des coûts des infrastructures des Jeux olympiques de Montréal.
Durant l'automne de 1976, une fronde s'organise contre René Lévesque qui, selon le caucus des élus et certains membres de l'exécutif péquiste, ne s'implique pas suffisamment en tant que chef et préfère baratiner comme le journaliste qu'il était avant de faire de la politique. Claude Charron en profitera pour faire une sortie particulièrement violente contre son chef, le qualifiant de « vieux stock fini ». Lors d'une réunion du caucus commandée par Lévesque dans une auberge de North Hatley en Estrie, il est rabroué par René Lévesque, échaudé par ses déclarations. La discorde s'installe au sein du PQ. Robert Bourassa, chef du Parti libéral du Québec, sauvera les péquistes, bien malgré lui, en convoquant une nouvelle élection générale, le 15 novembre 1976.

### Leader du gouvernement
Lors des élections générales de 1976, le Parti québécois remporte une victoire surprenante. Claude Charron obtient quant à lui un troisième mandat de la part de ses électeurs. Pendant quelques semaines, des rumeurs persistantes veulent que Charron, qui vient de passer les six années difficiles du PQ dans l'opposition, ne soit pas du premier gouvernement Lévesque. Même si leurs relations demeurent délicates depuis la sortie de Charron, René Lévesque lui propose le poste de ministre responsable des infrastructures olympiques. Il occupe aussi le rôle de leader parlementaire adjoint.
En 1978, Robert Burns, le leader parlementaire d'alors, est frappé par une attaque cardiaque. René Lévesque choisit alors d'écarter Burns et nomme Claude Charron pour le remplacer. Réélu lors du scrutin de 1981, il deviendra leader parlementaire et ministre responsable des affaires parlementaires.

### Affaire Claude Charron
En novembre 1981, l'Assemblée nationale du Québec est frappée d'un scandale de mœurs. Des ministres seraient impliqués dans un réseau de tournage de films pornographiques juvéniles dans les murs mêmes du Parlement. Le leader parlementaire du Parti québécois alors au pouvoir, Claude Charron, est informé de la situation. Sans preuve suffisante, Charron ne peut agir. Mais le 19 novembre, le réseau TVA annonce que le ministre Charron lui-même est impliqué de plain-pied dans l'histoire, allant jusqu'à avancer qu'il sert de recruteur aux producteurs pour débaucher de jeunes garçons d'âge mineur. Charron décide au moyen d'une question de privilège de prendre la parole à l'Assemblée nationale pour se justifier et démentir les allégations. Déclarant être victime d'un des coups « les plus salauds qu'il ait eu la chance de voir depuis son entrée en politique », Charron n'accepte pas d'être sali de la sorte. De plus, cette histoire dévoile au grand jour son homosexualité, jusqu'alors gardée secrète par les instances du PQ. Comme le dira Charron lui-même : « Dans les années 1980, être homosexuel voulait dire malade mental, pédophile...». Finalement, le 9 décembre, plus de trois semaines après le début de l'affaire, les policiers chargés d'enquêter sur le sujet rendent un rapport dans lequel ils déclarent que les vidéos à teneur pornographiques trouvées dans les locaux de l'audio-visuel du parlement ne sont rien d'autre que des vidéos achetées par les employés de l'assemblée sur leurs heures de repas. L'histoire fait suffisamment de vagues pour forcer Charron à remettre sa démission à René Lévesque. Ce dernier la refuse, mais Charron est bien décidé à partir.
Le 30 janvier 1982, Claude Charron se présente au magasin Eaton du centre-ville de Montréal et vole un manteau d'une valeur de 125 $. Pris sur le fait, il reconnait son délit à l'agent qui a procédé à son arrestation et doit faire face à une plainte au criminel déposée par le magasin. Mis au courant du geste de son ministre, René Lévesque le convoque à son bureau. Charron lui avoue alors sa grande fatigue de la joute politique et son profond désespoir depuis l'histoire des vidéos pornographiques. René Lévesque cherche alors à retenir les services de Charron[pas clair] mais celui-ci coupe court à la conversation. Il lui annonce sa démission du cabinet le 23 février 1982 et son départ, plus tard dans l'année, de son poste de député de Saint-Jacques.
Lors des dernières années de pouvoir de Lévesque, Claude Charron agit à titre de conseiller spécial en matière d'affaires constitutionnelles. Il fut parmi les éminences grises consultées par le premier ministre lorsque celui-ci s'engagea dans le débat du Beau risque. Quelques années plus tard, il reviendra sur la scène publique en animant le magazine hebdomadaire d'affaires publiques Le match de la vie.

### Carrière journalistique
Claude Charron se tourne vers le journalisme. Il publie d'abord en 1983 son œuvre autobiographique Désobéir.
En 1984, René Lévesque fait appel à lui comme conseiller indépendant lorsque Brian Mulroney l'approche pour élaborer la politique dite du Beau risque. Il accompagne Lévesque dans les dernières années de sa vie, des années particulièrement pénibles pour l'ancien chef péquiste.
En 1987, il publie le roman Probablement l'Espagne. Il agit aussi comme lecteur de bulletin de nouvelles et animateur pour la station radiophonique montréalaise CKAC.
En 1988, le réseau TVA lui confie l'animation d'une nouvelle émission d'affaires publiques, Le Match De La Vie. En ondes de 1988 à 1998, Charron rencontre de multiples personnalités publiques comme Lady Alys Robi, Patrick Roy, Robert Bourassa ou le père de la millionnaire famille Lavigueur, Jean-Guy Lavigueur, qui vaudra à l'émission son premier million de téléspectateur. Mais son entrevue considérée comme la plus mémorable est celle avec le rockeur Gerry Boulet, en mars 1990. (Note : Charron n'a pas été le seul animateur de cette série : il y a aussi eu Guy Gendron).
Il anime l'émission hebdomadaire d'entrevues Claude Charron de 1998 à 2001sur les ondes de Radio-Canada. Il est dans le même temps l'animateur de L'Histoire à la Une sur les ondes de Historia. Il se joint aussi au service des sports de Radio-Canada.

### Au TVA 17 Heures
Le 29 août 2002, Claude Charron devient coanimateur du TVA 17 Heures au côté du lecteur de nouvelles Pierre Bruneau. Après quatre ans, Claude Charron décide de tirer un trait sur cette occupation pour réaliser un rêve de jeunesse. Le 24 mars 2006, il quitte son poste de commentateur-analyste pour aller s'installer à Paris, devenant correspondant à l'étranger.
Il revient au Québec en mars 2007 pour faire une couverture complète de la campagne électorale québécoise. Il est alors animateur de l'émission Madame Monsieur Posez votre question, la version québécoise de l'émission française J'ai une question à vous poser. Il retourne en France peu de temps après la campagne.

## Dans les variétés
- Il joue son propre rôle dans un épisode de Caméra Café[3].

## Citations
- « Chaque année, le 30 janvier, j’y pense comme à un anniversaire. Je m’entêtais à rester en politique alors qu’il fallait que j’en sorte. » (À propos de l'Affaire Charron)
- « Des jeunes m’écrivent : «Sur la place publique, vous êtes la personne homosexuelle que j’admire le plus.» Je leur réponds : « Individuellement, être homosexuel demeure toujours aussi difficile, même si, socialement, ça l’est moins». (En entrevue avec la revue Sélection).

### Autobiographie
- Désobéir, VLB éditeur, 1983.

### Autres publications
- Étudiants québécois -la contestation permanente, (1969)
- Probablement l'Espagne, (1987).